# محوطه نرگس لی
محوطه نرگس لی مربوط به دوران‌های تاریخی پس از اسلام است و در شهرستان مینودشت، بخش گالیکش، روستای ترجنلی واقع شده و این اثر در تاریخ ۲۷ مرداد ۱۳۸۲ با شمارهٔ ثبت ۹۷۱۹ به‌عنوان یکی از آثار ملی ایران به ثبت رسیده است.